# 女兒牆

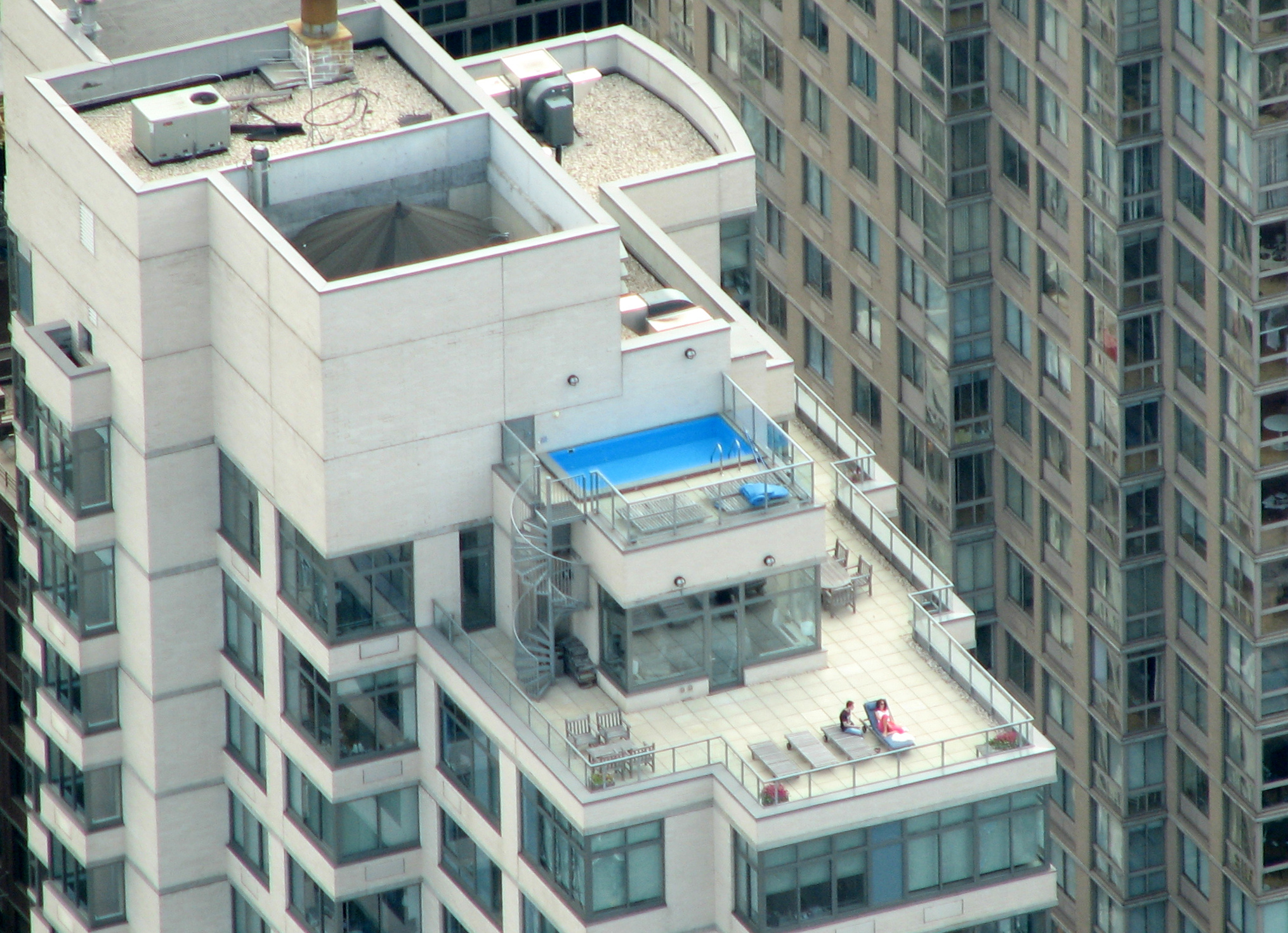
屋顶的女儿墙

女兒牆，又称堞或睥睨。不同於雉垛。是建築物屋頂外圍的一矮牆，城墙上排列齿状的雉墙，常作作掩护用。因女子身形較小，故將之稱做女兒牆。亦稱女牆。可看作欄杆，防止意外墜落；另有一說，針對要塞而建的女兒牆具有防禦的功能。
在中華民國，依照建築技術規則，女兒牆高度若超過 1.5 公尺，則需列入建物總高度當中計算。